# 细叶孩儿参
细叶孩儿参（学名：Pseudostellaria sylvatica）为石竹科孩儿参属的植物。分布在朝鲜、俄罗斯、日本以及中国大陆的西藏、新疆、陕西、甘肃、四川、河南、吉林、辽宁、云南、湖北、河北、黑龙江等地，生长于海拔1,800米至3,800米的地区，见于松林及混交林下，目前尚未由人工引种栽培。

## 别名
疙瘩七（陕西太白山） 狭叶假繁缕（中国高等植物图鉴） 森林假缕（东北草本植物志）